# Pseudoclavellaria
Pseudoclavellaria är ett släkte av steklar som beskrevs av Schulz 1906. Pseudoclavellaria ingår i familjen klubbhornsteklar.
Släktet innehåller bara arten Pseudoclavellaria amerinae.

## Bildgalleri

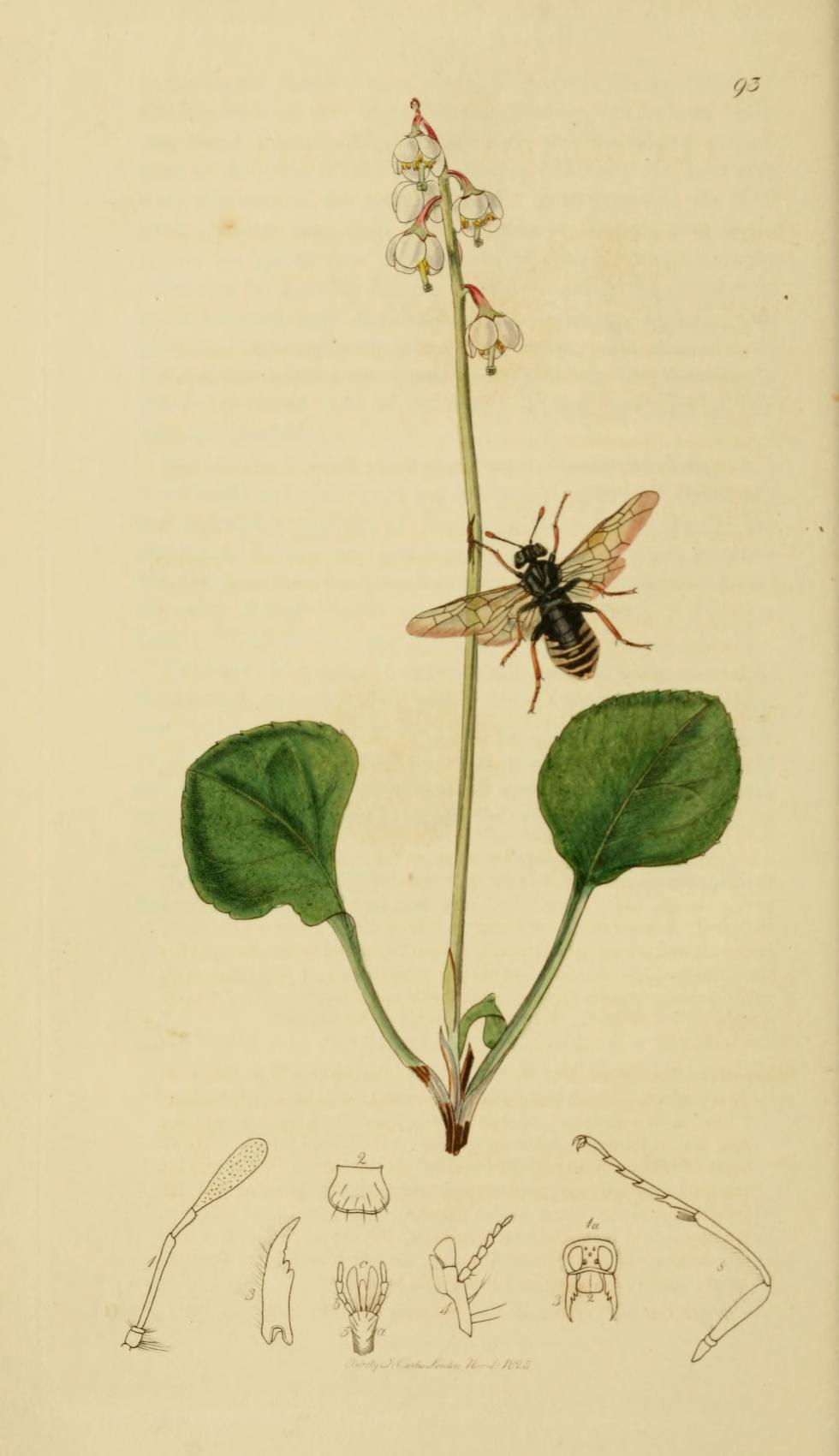